# Tom Donahue
Tom „Big Daddy“ Donahue (* 21. Mai 1928, South Bend, Indiana; † 28. April 1975) war ein Pionier des Rock ’n’ Roll im Radio als Disc Jockey, Produzent und Konzert-Promoter.

## Leben

### Jugend
Donahue wurde als Thomas Coman in South Bend, Indiana, geboren. Er begann 1949 als Radio-Moderator zu arbeiten. Zunächst wirkte er an der Ostküste der Vereinigten Staaten bei WTIP in West Virginia und später bei WIBG in Philadelphia und bei WINX in Maryland. Im Verlauf des Payola-Skandals mit Alan Freed, Dick Clark und anderen wechselte er 1961 nach San Francisco. Er wurde von Les Crane, dem ehemaligen Programmdirektor von WIBG angeworben, der den maroden Sender KYA wieder auf Vordermann bringen sollte. Crane holte auch Peter Tripp von WMGM in New York und Bobby Mitchell von WIBG.

### Karriere
Als Disc Jockey bei Top Forty von KYA Radio (heute: KOIT-FM) in San Francisco gründete Donahue mit Mitchell das Musiklabel Autumn Records, mit dem er in der Folge einige Hits mit Bobby Freeman und The Mojo Men landen konnte. Sly Stone war in dieser Zeit der Produzent, aber Autumns größter Erfolg war die von Donahue entdeckte, produzierte, aufgenommene und gemanagte, Band The Beau Brummels, die er später an Warner Bros. Records verkaufte. Er eröffnete einen psychedelischen Nightclub (Mothers on Broadway) in San Francisco und veranstaltete Konzerte in Cow Palace, Oakland Auditorium und Candlestick Park zusammen mit seinem Partner Mitchell (später bekannt als „Bobby Tripp“, Geburtsname Michael Guerra, † 1968). Zusammen veranstalteten sie das letzte öffentliche Konzert der The Beatles am 29. August 1966 in Candlestick Park.
Donahue verfasste 1967 einen Artikel in Rolling Stone mit dem Titel „AM Radio Is Dead and Its Rotting Corpse Is Stinking Up the Airwaves“ („AM Radio ist tot und sein verrottender Leichnam stinkt durch die Ätherwellen.“), worin er auch das Top-Forty-Format zerpflückte. In der Folge übernahm er die Programmgestaltung für eine fremdsprachige Radiosendung (KMPX) und gestaltete sie zu Amerikas erster alternativen „free-form radio station“ um. Der Sender spielte Musikstücke auf dem weitgehend vernachlässigten FM band. Damit wurde er zum Vorreiter des progressiven Radio in den Vereinigten Staaten.
1969 managte er neben seinen zahlreichen Aufgaben noch zusätzlich die Musiker Leigh Stephens (Gitarrist der Rockgruppe Blue Cheer), Micky Waller (Schlagzeuger bei Steampacket, Brian Auger, Julie Driscoll & The Trinity, Jeff Beck Group 1968–69) und Pete Sears (Silver Metre) und 1970 auch die Band Stoneground. Donahue und seine Frau Raechel, die selbst DJ war, übernahmen auch dei Programmgestaltung für die free-form radio stations KMET und KPPC-FM in Los Angeles. 1972 wurde er General Manager bei KSAN, wo er die DJs ermutigte Musik aus unterschiedlichen Stilen und Genres zu spielen und mit interessanten Kommentaren zu versehen.
Ein restauriertes Beispiel von Donahues DJ-Show findet sich auf dem Album The Golden Age Of Underground Radio.

### Tod & Vermächtnis
Donahue starb 1975 an einem Herzinfarkt. Er wurde 1996 als Nicht-Musiker in die Rock and Roll Hall of Fame aufgenommen. Eine Ehre die nur noch zwei weiteren Disc Jockeys zuteilwurde. 2006 wurde er in die Bay Area Radio Hall of Fame aufgenommen. und 2014 in die Rock Radio Hall of Fame in der Kategorie „Legends of Rock Radio-Programming“ für seine Arbeit bei KSAN und KMPX.